# Chrysobothris vivida
Chrysobothris vivida är en skalbaggsart som beskrevs av Knull 1952. Chrysobothris vivida ingår i släktet Chrysobothris och familjen praktbaggar. Inga underarter finns listade i Catalogue of Life.